# 軍師 黒田官兵衛伝
『軍師 黒田官兵衛伝』（ぐんし くろだかんべえでん）は、重野なおきによる日本の4コマ漫画作品。『ヤングアニマルDensi』、のち『マンガPark』（白泉社）にて、2013年4月26日よりウェブ配信されている。
黒田官兵衛を主人公として、『ヤングアニマル』誌で連載中の『信長の忍び』と同じタッチで描いた4コマ漫画であり、作品は羽柴秀吉が長浜城の城主となった時代から始まる。
本作は、『ヤングアニマルDensi』開始当初から配信されていた作品であり、2014年1月時点ではもっとも配信数が多い作品であった。2015年に『真田魂』を開始後は2作の並行となって月1話に頻度が下がり、両作とも『明智光秀放浪記』連載期間を挟んで2019年から2020年にかけて一時休止している。

## 主な登場人物
作品中に登場する羽柴秀吉その他の人物は、信長の忍びも参照。統率・知略・政治・武術は単行本巻末の「戦国武将名鑑」のパラメーターの数値。

### 黒田家
黒田官兵衛（くろだ かんべえ）
統率9　知略10　政治8　武術4　目薬愛10
本作の主人公。播磨の小名小寺家に軍師として仕える姫路城→国府山城主。戦場にてその才覚を発揮する一方、相手かまわず家伝の目薬「玲珠膏」を進める。性急な性格で、光や竹中半兵衛からはその点を危ぶまれている。
正室の光以外に妻を娶らない愛妻家であり、時間的余裕がない時は性急な性格も影響して、周囲の目もはばからず迫ることも。
目薬屋だった祖父の代に家臣に取り立ててもらったこと、そして光を引き合わせてくれた事から主君である小寺政職に対して多大な忠誠心を持っていたが、肝心の政職や荒木村重の造反により有岡城の土牢に幽閉される。1年にわたる幽閉生活の結果左足が不自由になったが、信長を始め織田家中からの信頼を得ることができた。小寺家との完全な決別後、正式に半兵衛亡き後の秀吉の軍師となった。
光（てる）
官兵衛の正室。官兵衛の元に嫁いで1年後に松寿丸を授かる。聡明で、官兵衛が策を説明する時も先回りしてその内容を察してしまい、彼に熱弁をふるわせないほど。冷静な性格だが子煩悩で、松寿丸のことでは取り乱す場合も。貧乳がコンプレックス。
松寿丸 / 黒田長政（しょうじゅまる / くろだ ながまさ）
統率8　知略8　政治7　武術8　音痴10
官兵衛と光の長男。非常に音痴。小寺家からの人質として織田家に送られ羽柴家に預けられる。官兵衛が荒木村重に寝返ったとの疑いが出たときに半兵衛より処刑を告げられるが、それでも取り乱さない気丈さを見せた。官兵衛が有岡城から救出されるまで菩提山城で匿われていたが、官兵衛の救出後黒田家へ戻された。
父や祖父ほど極端ではないが「玲珠膏」に対する愛着はしっかりと受け継がれている。
黒田職隆（くろだ もとたか）
統率7　知略7　政治7　武術5　目薬愛10
官兵衛の父で、黒田家の先代当主。官兵衛と光の結婚を機に家督を譲り隠居していたが、その官兵衛が有岡城に幽閉されたことを受けて一時的に当主に復帰した。
親子だけあって、官兵衛同様「玲珠膏」を周りに勧めている。
栗山善助（くりやま ぜんすけ）
統率6　知略8　政治6　武術7　律儀10
官兵衛の家臣で太兵衛とは義兄弟の兄貴分。官兵衛や太兵衛のボケに対するツッコミ役。官兵衛と共に目薬を売るうちに「他人の目を見れば何を言っているかわかる｣という特技を身につけ、それによって半兵衛が「松寿丸を処刑せず匿っている」との希望を持つ。
怒らせると怖いところがあり、旧主・小寺政職を攻める際にはその処遇について太兵衛以上に物騒な考えを口にした。
母里太兵衛（もり たへえ）
統率7　知略3　政治3　武術10　酒豪10
官兵衛の家臣で善助とは義兄弟の弟分。大酒飲みで常時酒を飲んでおり、酒が切れると手が震えだすほどの中毒を持っている。
官兵衛が政職に仕えていることに不満を持っており、再三独立するように促している。

### 羽柴家
羽柴秀吉（はしば ひでよし）
統率9 知略7 政治7 武術5 人身掌握10
織田家家臣、長浜城主にして官兵衛が有岡城の土牢から救出された後の主君。官兵衛には初対面時にその風体から家来と勘違いされた。なお、『信長の忍び』での評価は本作品と大きく異なる。
毛利討伐軍総大将として播磨に進出し、官兵衛より譲り受けた姫路城を本拠地として毛利家と交戦していたが、備中高松城の戦いの最中に本能寺の変が起きたため、毛利と和睦。
官兵衛や秀長から「信長の遺志を継げるのは秀吉しかいない」と告げられたことで、自身の手で天下統一を成し遂げんと決意する。
ねね
秀吉の妻。秀吉同様に貧しかったころの癖が抜けず、官兵衛に侍女と勘違いされた。
人質となった松寿丸の養育を担った。
竹中半兵衛（たけなか はんべえ）
秀吉の軍師にして官兵衛の尊敬する人物。体調不良が徐々に進んでおり、自分の死が近いことを悟る中で官兵衛と出会い、その才能から自分の後継者として見出す。
官兵衛の裏切りの疑いから、信長より松寿丸の処刑命令が出たときも官兵衛が裏切っていないことを確信しており、秀吉やねねにも知らせずに自身の居城である菩提山城に松寿丸を匿う。
病状悪化により京で療養していたが、自分の余命を悟り、最期を秀吉の側で迎えるため三木城を包囲中の秀吉の本陣に赴き没する。
加藤清正（かとう きよまさ）、福島正則（ふくしま まさのり）
羽柴家臣で秀吉の子飼い。人質時代の松寿丸に武術の稽古をつけていた。松寿丸が彼らの影響を受けて猛将を志したことから、官兵衛からは睨まれている。
石田三成（いしだ みつなり）
統率6 知略8 政治10 武術4 算術10
羽柴家臣で秀吉の子飼い。清正や正則とは仲が悪い。妻は『真田魂』に登場する山手殿の妹。
自身の算術に絶対の自信を持っており、鳥取城攻めでは因幡国での兵糧買い付けを任される。

### 毛利家
毛利輝元（もうり てるもと）
統率7　知略6　政治7　武術5　待機10
安芸国吉田郡山城を本拠とする大大名・毛利家当主。
凡庸で戦場へ自ら出陣することは少なく、当主としての器量は織田信長に劣る、と官兵衛からは評されている。
吉川元春（きっかわ もとはる）
統率10　知略7　政治5　武術9　強気10
輝元の叔父で、毛利家随一の猛将。
妻・新庄局は醜女であるが彼女のことを深く愛しており、悪口は許さない。そのため同様に側室を持たない愛妻家である官兵衛には弟の隆景と共にシンパシーを抱いている。
吉川経家、清水宗治を切腹に追いやり信長の死を隠して和睦を結んだ秀吉のことをよく思っておらず、程なく隠居する。
小早川隆景（こばやかわ たかかげ）
統率8　知略9　政治9　武術7　慎重10
輝元の叔父で、慎重な性格をした謀将。
軍師としての力量が官兵衛を上回るとして、竹中半兵衛とともに名を挙げられる一人。
浦宗勝（うら むねかつ）
統率7　知略5　政治4　武術8　熟練10
毛利家家臣。毛利水軍5千を指揮して英賀へ侵攻するも、官兵衛の奇策の前に敗退する。
吉川経家（きっかわ つねいえ）
統率8　知略7　政治5　武術7　悲運10
毛利家臣。播磨を平定した秀吉が次の標的に定めた鳥取城の城主に赴任する。
秀吉が兵糧攻めをしてくることを読んではいたが、城内に肝心の兵糧が蓄えられていなかったこと、官兵衛の策により国中の米が買い占められていたことなどから思うように兵糧を集められない状態で開戦する。
降伏時、彼は赦免され旧主を追放した中村春続、森下道誉を切腹という秀吉の処分を良しとせず、自身が切腹することを選ぶ。
清水宗治（しみず むねはる）
統率8　知略7　政治3　武術8　不動10
毛利家臣にして備中高松城の城主。
過去に隆景から大恩を受けたこともあって毛利家には忠実で、決死の覚悟で羽柴軍と対峙。羽柴軍による水攻めで窮地に陥ると隆景は和睦交渉で助命を願うが叶わず、見事な切腹を遂げる。
安国寺恵瓊（あんこくじ えけい）
統率5　知略8　政治9　武術2　予言10
毛利家の外交僧。京を追放された将軍足利義昭の世話役も務める。
信長の没落と秀吉の台頭を予言しており、自らを「暗黒の預言者」と称している。

### 宇喜多家
宇喜多直家（うきた なおいえ）
統率8　知略9　政治9　武術6　暗殺10
備前・美作を治める大大名・宇喜多家の当主にして岡山城主。丁寧な言葉づかいをするが、特技は暗殺で、優れた人材を見ると勧誘か暗殺したくなるという悪癖を持つ。また岡山城にも暗殺のための様々な仕掛けが仕込んであり、弟・忠家を脅すときにも使っている。
元は毛利家に属しており官兵衛の調略もやんわりと拒絶したが、それ以上の脅威となる織田家が侵攻してきたことや、自身の体調が優れず寿命が近くなっていることから、宇喜多家存続のため官兵衛の調略に応じ織田家に寝返る。秀吉が鳥取城を落とした後に病死。
宇喜多八郎/秀家（うきた はちろう/ひでいえ）
直家の嫡男で、直家の死後家督を継ぐ。若いころの父に似た容姿をしているというが、性格面は律儀で誠実と対照的。
お福（おふく）
直家の妻にして八郎の母。直家とは仲睦まじい夫婦であったが、その直家の遺言を受け宇喜多家が存続できるよう秀吉を籠絡している。
宇喜多忠家（うきた ただいえ）
統率7　知略6　政治6　武術7　不安10
直家の弟。八郎が当主を継いだ後は彼の後見人も務めている。兄の生前は事あるごとに暗殺用の仕掛けで脅されるなど不憫な役回りが目立っていた。
病弱の身であった兄やまだ幼少である甥の名代として軍を率いることも多く、備中高松城攻めでは先鋒を務めたが惨敗している。
福原助就（ふくはら すけなり）
統率6　知略6　政治6　武術5　短慮10
宇喜多家家臣にして福原城主。官兵衛の「囲師必闕」の計により城を落とされ逃走するも、最終的に平塚為広に討ち取られ、官兵衛史上最も見事に計略に引っかかった男として名を残してしまう。

### 明智家
明智光秀（あけち みつひで）
統率8　知略8　政治9　武術8　本能寺10
織田家重臣として秀吉とともに信長を天下人とするべく邁進していたが、不満を感じていたところを何者かに唆されて本能寺の変を起こし信長を弑逆する。しかしその後は誤算が続き、山崎の戦いで敗れたところを落ち武者狩りに遭い致命傷を負うと最期に「生まれ変わったら僧侶として生きたい」と語り死亡する。
斎藤利三（さいとう としみつ）
統率8　知略7　政治7　武術8　毅然10
明智家臣。山崎の戦いでは先鋒を務め、高山右近ら羽柴方の軍勢を圧倒する。敗北後捕らえられると、秀吉の「自分と光秀が信長を天下人にするため粉骨砕身していた日々は嘘だったのか」という問いに「決して偽りではない」と答えた後、処刑される。
春日局の父でもある。
溝尾庄兵衛（みぞお しょうべえ）
統率5　知略2　政治5　武術9　愚直10
明智家臣。本能寺の変の後、誤算続きで狼狽える光秀を叱咤し支える。光秀が落ち武者狩りに遭ったときも行動をともにしており、光秀の最期を見送る。

### 織田家
織田信長（おだ のぶなが）
統率9　知略9　政治10　武術8　野望10
物語開始当初は新興勢力として名を馳せていた織田家当主。その実力を認めた官兵衛が小寺家の臣従先と見定め、官兵衛自ら臣従の使者となっている。
その後順調に勢力を伸ばして天下統一を目前に迎えていたが、本能寺に逗留していたところで光秀の謀反に遭い、自刃する。
織田信雄（おだ のぶかつ）
統率4　知略1　政治2　武術3　馬鹿10
信長の次男。父とは違い根っからの大うつけで弟・信孝からは内心「バカ兄上」などと見下されている。その愚昧ぶりは重臣たちも承知のため、清州会議ではそれゆえ後継者候補から外されている。
秀吉が勝家と争うようになると、大義名分として秀吉に当主として担ぎ上げられるが自身が傀儡であると気づくと徳川と組んで秀吉に対抗する。小牧・長久手の戦いでは徳川の助力もあって勝利するものの勘兵衛の献策を受けた秀吉に伊勢を攻められると、戦いに疲れていたこともあり秀吉の下に付く形で和睦する。
織田信孝（おだ のぶたか）
統率6　知略7　政治6　武術5　浅慮10
信長の三男。信長の子の中では最も父に似た容姿をしている。次兄・信雄に比べれば器量は勝るものの、兄を差し置いて後継者にするとお家争いのもとになるとして清州会議では後継者候補から外される。
秀吉の野心に気づくとそれを制止しようと画策するが、性急さから熟慮に欠けるところがあり、ことごとく裏目に出ている。
柴田勝家（しばた かついえ）
統率8　知略5　政治7　武術9　髭10
織田家筆頭家老。織田家に取って代わる野心は無く、そこに目をつけた信孝によってお市の方と婚姻し信孝方に引き込まれる。
あくまで織田家による天下統一を目指すものの、お市のことを考えて本拠地を長浜城から北ノ庄城に移したことで秀吉に見限られ、完全に敵対することとなる。
佐久間盛政（さくま もりまさ）
統率7　知略4　政治3　武術9　猪突10
勝家の甥にして佐久間信盛の同族。
秀吉と勝家の対立が決定的になると信孝討伐に赴いた秀吉の隙を突いて大岩山砦、岩崎山砦を落とすも佐久間家の名誉回復に拘るあまり勝家の命令を無視して深入りし、二度目の大返しを決めた秀吉に敗れる。

### 徳川家
徳川家康（とくがわ いえやす）
統率10　知略8　政治9　武術7　脱糞10
本能寺の変の後、天正壬午の乱を勝ち抜き五か国を支配する大大名。
織田家とは同盟関係にあること、後方の不安がなく闘う条件が整っていることから信雄に付き秀吉と対抗する。また、秀吉に次ぐ大勢力となっていることを自覚すると、天下への野心も芽生えている。
榊原康政（さかきばら やすまさ）
統率9　知略6　政治5　武術8　達筆10
徳川家臣。その達筆を買われ秀吉を挑発する高札を書いたことから十万石の賞金をかけられている。
自身のセリフを言葉ではなく文字で書くところがあり、しかも文字だとかなり口が悪い。

### その他
小寺政職（こでら まさもと）
統率5　知略6　政治6　武術2　優柔不断10
播磨国の一部を治める大名で官兵衛の元・主君。優柔不断な人物で織田と毛利どちらに組するかの決断もできず、結局官兵衛の熱弁により織田の元に着く。
官兵衛が不在の間に毛利派家臣の扇動、さらに別所長治、荒木村重の離反を見たことで毛利への寝返りを決め、目の上のたんこぶと化した官兵衛を荒木村重を使って抹殺しようと企むなど、ダメ君主ではあるが悪知恵だけは働く。
土牢から救出された官兵衛の宣戦布告を受けると勢力を解散し、居城の御着城を捨てて逃亡する。
荒木村重（あらき むらしげ）
統率8　知略7　政治7　武術7　茶器愛10
摂津国有岡城主にして織田家の重臣。かなりの数寄者で、常に名物茶器を持ち歩いている。
織田家での将来性が見込めなくなった不満から毛利家の誘いに乗り、政職と同時に毛利方に与する。説得に向かった官兵衛に対して政職からの暗殺依頼を明かした上で捕縛し、有岡城の土牢に閉じ込める。
自身と違い大志を抱き前向きに進む官兵衛を内心では尊敬しており、有岡城を脱出し尼崎城へ向かう直前に官兵衛の前でその心情を吐露し謝罪する。
加藤重徳（かとう しげのり）
統率3　知略5　政治2　武術8　警備10
荒木家臣で有岡城の牢番。
当初は職務に忠実で官兵衛ともほとんど口を利かなかったが、幽閉されても諦めない姿を見るうちに惹かれていき、救出に忍び込んだ善助を見逃してからは官兵衛生存のために陰ながら協力する。
官兵衛が国府山城に移り住んだ後に再会すると、次男の玉松を養子として預ける。
櫛橋伊定（くしはし これさだ）
統率6　知略6　政治7　武術3　娘思い10
光の父である東播磨志方城主。光と官兵衛の婚礼の時に「合子形兜」を贈った。だが光はその椀をモチーフにしたデザインを全く気に入っておらず、父の審美眼を酷評している。
別所長治の離反によって櫛橋家も別所家と行動を共にする事になり、光に最後の別れをした後、織田軍に攻められ命を落とす。
足利義昭（あしかが よしあき）
統率6　知略7　政治7　武術2　うざさ10
室町幕府第15代将軍。信長に敗れて京を追放された後、毛利輝元の元に身を寄せている。
本作においては、明智光秀に謀反を唆したと思わせる描写が見られる。
天海（てんかい）
統率2　知略8　政治10　武術3　光秀疑惑10
修行のため諸国を放浪する僧。明智光秀によく似た容姿をしており、徳川の本拠を訪れたときには家康や徳川家臣たちから光秀扱いされていた。

## 書誌情報
- 重野なおき 『軍師 黒田官兵衛伝』 白泉社〈ジェッツコミックス→ヤングアニマルコミックス〉、既刊7巻（2025年4月28日現在）
  1. 2014年2月5日発行（2014年1月29日発売[1][2]）、ISBN 978-4-592-14061-0
  2. 2014年11月5日発行（2014年10月29日発売[3]）、ISBN 978-4-592-14062-7
  3. 2016年8月5日発行（2016年7月29日発売[4]）、ISBN 978-4-592-14063-4
  4. 2019年2月5日発行（2019年1月29日発売[5]）、ISBN 978-4-592-14064-1
    - 巻末にSOWによる書き下ろし短編小説を掲載。

  5. 2021年8月5日発行（2021年7月29日発売[6]）、ISBN 978-4-592-14065-8
  6. 2023年3月29日発売[7]、ISBN 978-4-592-16236-0
  7. 2025年4月28日発売[8]、ISBN 978-4-592-16237-7

カバー裏には官兵衛の生い立ちを記した年表が載っている。